# Dur-Aszur
Dur-Aszur, Duri-Aszur (akad. Dūr-Aššur, w transliteracji z pisma klinowego zapisywane mBÀD-aš-šur; tłum. „Moim murem ochronnym jest Aszur”) – wysoki dostojnik za rządów asyryjskiego króla Tiglat-Pilesera III (744-727 p.n.e.), gubernator prowincji Tuszhan; z asyryjskich list i kronik eponimów wiadomo, iż w 728 r. p.n.e. sprawował urząd limmu (eponima). 